# Кобяйський улус
Кобяйський улус (якут. Кэбээйи улууһа МФА: [kebeːji uluːha], рос. Кобяйский улус) — муніципальний район у центральній частині Республіки Саха (Якутія). Адміністративний центр — смт Сангар. Утворений у 1937 році.

## Населення
Населення району становить 12 881 особа (2014).

## Адміністративний поділ
Район адміністративно поділяється на 12 муніципальних утворень, що об'єднують 1 міське та 11 сільських поселень.

## Відомі особистості
В улусі народився:
- Захаров Петро Олексійович (* 1933) — якутський скульптор (Теїнський наслег).
- Єгорова Федора Петрівна (1934—2004) — перший професійний журналіст-жінка з народу саха (Лючинський наслег).

В улусному центрі, селищі Санґар, відбував заслання (1979–1981) майбутній патріарх УПЦ КП Володимир.